# Albstadt
Albstadt [ˈalpʃtat] je německé velké okresní město v zemském okrese Zollernalb ve spolkové zemi Bádensko-Württembersko. Nachází se v pohoří Švábská Alba. Vzniklo v roce 1975 na základě reformy, při níž bylo sloučeno několik sousedících obcí v jeden celek.

## Místní části
- Burgfelden
- Ebingen
- Laufen (Albstadt)
- Lautlingen (Albstadt)
- Margrethausen
- Onstmettingen
- Pfeffingen (Albstadt)
- Tailfingen (Albstadt)
- Truchtelfingen

## Osobnosti města
- Otto Hahn (1879 – 1968), chemik, držitel Nobelovy ceny
- Claus Schenk von Stauffenberg (1907 – 1944), důstojník generálního štábu, strůjce neúspěšného atentátu na Hitlera

## Partnerská města
- Chambéry, Francie, 1979